# Mikko Nordling
Mikko Nordling (* 15. April 1906 in Porvoo; † 1988) war ein finnischer Ringer. Er war dreifacher Europameister im griechisch-römischen Stil im Weltergewicht.

## Werdegang
Mikko Nordling begann im Jahre 1922 als 16-Jähriger im südfinnischen Porvoo mit dem Ringen. Einer seiner Trainer war dabei der finnische Alt-Internationale Adolf Lindfors. Er konzentrierte sich auf den griechisch-römischen Stil, der damals in den europäischen Ländern überwiegend ausgeübt wurde. Im Laufe seiner Karriere rang er für die Vereine Porvoon Akilles, Porvoon Veikot, Helsingin Jyry, Helsingin Kisa-Veikot und Helsingin Paini-Miehet. Er war Schuhmacher von Beruf.
Mikko Nordlings erster Sportverein gehörte dem Arbeitersportverband TUL an, der auch heute (2010) noch existiert. Seinen ersten Erfolg heimste er deshalb im Jahre 1927 bei der Verbandsmeisterschaft dieses Sportverbandes ein, als er im Mittelgewicht hinter Kalle Tammi und Väinö Kajander den 3. Platz belegte. Noch vor 1930 wechselte er zu einem Verein, der dem allgemeinen finnischen Ringerverband angehörte. 1930 wurde er bei der finnischen Meisterschaft in der im Jahre 1929 erst eingeführten Weltergewichtsklasse Vizemeister hinter Aarne Mäki. Bei der Europameisterschaft dieses Jahres in Stockholm erhielt er aber den Vorzug vor Mäki und gewann dort den Europameistertitel mit Siegen über Jaroslaw Jaros, Tschechoslowakei, Torsten Bergström, Schweden, Gyula Zombori, Ungarn und Jean Földeák, Deutschland. 
Im Jahre 1931 startete er bei der finnischen Meisterschaft im Mittelgewicht und belegte hinter Olympiasieger Väinö Kokkinen den 2. Platz. Bei der Europameisterschaft 1931 in Prag startete er wieder im Weltergewicht und gewann dort zum zweiten Mal den Europameistertitel. In den entscheidenden Kämpfen besiegte er dabei Ercole Gallegati, Italien, Albert Kusnets, Estland und Gunnar Glans, Schweden. 
Im Jahre 1932 wurde Mikko Nordling erstmals finnischer Meister im Weltergewicht vor Veikko Korhonen und Oskari Halonen. Obwohl er 1932 als zweimaliger Europameister mit Sicherheit der beste Weltergewichtsringer im griechisch-römischen Ringen in der Welt war, denn die Europameisterschaften in diesem Stil entsprachen damals Weltmeisterschaften, wurde er von Finnland nicht zu den Olympischen Spielen 1932 nach Los Angeles entsandt. Der Grund war, dass sein früherer Konkurrent aus den TUL-Zeiten Väinö Kajander Ende der 1920er Jahre in die Vereinigten Staaten ausgewandert war und, obwohl er bereits 39 Jahre alt war, sich anbot, für die finnische Mannschaft in Los Angeles an den Start zu gehen. Der finnische Verband ging aus finanziellen Gründen auf dieses Angebot ein und so startete bei den Olympischen Spielen in Los Angeles Kajander im Weltergewicht, während Mikko Nordling zuhause bleiben musste.
1933 wurde Mikko Nordling wieder finnischer Meister im Weltergewicht vor S. Ilmarinen und V. Kaijanen und bei der Europameisterschaft im heimischen Helsinki gewann er zum dritten Mal den Europameistertitel im Weltergewicht. Dabei besiegte er Ercole Gallegati, Oswald Möchel aus Deutschland, Albert Kusnets und Gunnar Glans.
Bei der Europameisterschaft 1934 in Rom gelang es ihm dann nicht mehr, seinen Titel zu verteidigen. Er unterlag im Kampf um diesen Titel diesmal gegen Gunnar Glans, den er 1931 und 1933 besiegt hatte und belegte hinter diesem den 2. Platz. 
Ab 1935 startete Mikko Nordling wegen Gewichtsschwierigkeiten nur mehr im Mittelgewicht. In dieser Gewichtsklasse belegte er aber bei der finnischen Meisterschaft dieses Jahres hinter Arvi Pikkusaari und Elis Wecksten nur den 3. Platz. Für weitere internationale Meisterschaften, also auch für die Olympischen Spiele 1936 in Berlin, konnte er sich nicht mehr qualifizieren.

## Internationale Erfolge
| Jahr | Platz | Wettbewerb      | Gewichtskl. | Ergebnis |
| 1930 | 1.    | EM in Stockholm | Welter      | mit Siegen über Jaroslaw Jaros, Tschechoslowakei, Torsten Bergström, Schweden, Gyula Zombori, Ungarn u. Jean Földeák, Deutschland                 |
| 1931 | 1.    | EM in Prag      | Welter      | mit Siegen über Ivan Markovic, Jugoslawien, Ryszard Blazyca, Polen, Ercole Gallegati, Italien, Albert Kusnets, Estland und Gunnar Glans, Schweden |
| 1933 | 1.    | EM in Helsinki  | Welter      | mit Siegen über Ercole Gallegati, Oswald Möchel, Deutschland, Albert Kusnets u. Gunnar Glans                                                      |
| 1934 | 2.    | EM in Rom       | Welter      | mit Siegen über Louis Claverie, Frankreich, Arild Dahl, Norwegen, F. Rejniak, Polen u. Ercole Gallegati u. einer Niederlage gegen Gunnar Glans    |

## Finnische Meisterschaften
| Jahr | Platz | Gewichtskl. | Ergebnis                                              |
| 1927 | 3.    | Mittel      | hinter Kalle Tammi u. Väinö Kajander (im TUL-Verband) |
| 1930 | 2.    | Welter      | hinter Aarne Mäki, vor G. Lindquist                   |
| 1931 | 2.    | Mittel      | hinter Väinö Kokkinen, vor Edvard Westerlund          |
| 1932 | 1.    | Welter      | vor Veikko Korhonen und Oskari Halonen                |
| 1933 | 1.    | Welter      | vor S. Ilmarinen und V. Kaijanen                      |
| 1935 | 3.    | Mittel      | hinter Arvi Pikkusaari u. Elis Wecksten               |

## Erläuterungen
- alle Wettbewerbe im griechisch-römischen Stil
- EM = Europameisterschaft
- Weltergewicht seit 1929 bis 72 kg, Mittelgewicht, bis 1928 bis 75 kg, seit 1929 bis 79 kg Körpergewicht